# Alex Skolnick Trio
Az Alex Skolnick Trio a Testament gitárosának, Alex Skolnicknak a jazz együttese. Nevükhöz híven trióban tevékenykednek, Skolnick-on kívül a további tagok még Matt Zebroski dobos és Nathan Peck basszusgitáros. Volt tagja John Davis basszusgitáros.

## Története
Nem sok ismert megalakulásuk történetéről. 2001-ben alakultak meg, első koncertjüket 2008-ban tartották. Négy nagylemezt jelentettek meg pályafutásuk alatt. 2017 márciusában Magyarországon is koncerteztek.
Híresek lettek népszerű rock és metal számok dzsesszes feldolgozásáról.

## Tagok
- Alex Skolnick - gitár (2001-)
- Nathan Peck - basszusgitár (2003-)
- Matt Zebroski - dobok, ütős hangszerek (2001-)[1]

## Korábbi tagok
- John Davis - basszusgitár (2001-2003)

## Diszkográfia
- Goodbye to Romance: Standards for a New Generation (2002)
- Transformation (2004)
- Last Day in Paradise (2007)
- Veritas (2011)
- Live Unbound (2016)[1]